# استان ریکائورته
استان ریکائورته (انگلیسی: Ricaurte Province) یکی از استان‌های بخش بویاکا در کشور کلمبیا است. این استان که نام خود را از قهرمان اعلامیه استقلال کلمبیا، آنتونیو ریکائورت، گرفته است، شامل ۱۳ شهرداری می‌باشد.

## شهرداری‌ها
- آرکابوکو
- چیتاراکه
- گاچانتیوا
- مونیکیرا (بویاکا)
- راکیرا
- ساچیکا
- سن خوزه د پاره
- سانتا سوفیا (بویاکا)
- سانتانا (بویاکا)
- سوتامارچان
- تینخاکا
- توگوی
- ویلا د لیوا